# یاسرآباد
یاسرآباد یک روستا در ایران است که در دهستان حومه واقع شده‌است. یاسرآباد ۱۹۷ نفر جمعیت دارد.